# Grafenwiesen
Grafenwiesen è un comune tedesco di 1 634 abitanti, situato nel land della Baviera.